# Grants Pass
Grants Pass is een plaats (city) in de Amerikaanse staat Oregon, en valt bestuurlijk gezien onder Josephine County.

## Demografie
Bij de volkstelling in 2000 werd het aantal inwoners vastgesteld op 23.003. In 2006 is het aantal inwoners door het United States Census Bureau geschat op 29.693, een stijging van 6690 (29,1%).

## Geografie
Volgens het United States Census Bureau beslaat de plaats een oppervlakte van 19,9 km², waarvan 19,6 km² land en 0,3 km² water. Grants Pass ligt op ongeveer 283 m boven zeeniveau.

## Plaatsen in de nabije omgeving
De onderstaande figuur toont nabijgelegen plaatsen in een straal van 36 km rond Grants Pass.